# إيوان غريفيثز
إيوان غريفيثز (بالإنجليزية: Iwan Griffiths)‏ هو طبال بريطاني، ولد في 4 ديسمبر 1985.

## وصلات خارجية
- إيوان غريفيثز على موقع ميوزك برينز (الإنجليزية)
- إيوان غريفيثز على موقع ديسكوغز (الإنجليزية)